# Вокер Скобелл
Вокер Скобелл (англ. Walker Scobell) — американський актор, який відомий ролями в «Проєкт Адам» та «Таємний штаб». У 2023 році він зіграв головного героя Персі Джексона в серіалі Disney+ «Персі Джексон і Олімпійці».

## Життя і кар'єра
Скобелл виріс у родині військового. У нього є старша сестра і молодший брат. Скобелл жив у Колорадо, потім родина переїхала до Ферв'ю Тауншип, де виросли його батьки. У початковій школі він відвідував театральний гурток. Навчався в середній школі Ферв'ю і грав у шкільній постановці «Мері Поппінс». Невдовзі після цього він відвідав акторську майстерню Джона Д'Акіно, найняв менеджера та підписав контракт з агентством.
У серпні 2020 року Скобелл пройшов прослуховування на роль молодшої версії персонажа Райана Рейнольдса у фільмі Netflix «Проєкт Адам». Його імітація Рейнольдса принесла йому його першу акторську роль, попри сотні дітей, які прийшли на прослуховування на цю роль. Скобелл розповів інтерв'юерам, що в дитинстві багато разів переглядав фільм «Дедпул» з Рейнольдсом, що вплинуло у його здатність імітувати Рейнольдса. Зйомки почалися у Ванкувері в листопаді 2020 року, а в прокат вийшли в березні 2022 року. Скобелл отримав похвалу за свою гру. Як сказав один рецензент, «взаємодія Скобелла та Рейнольдса на екрані є ідеальною та неймовірною, оскільки Скобелл зображує ідеальну молодшу версію Рейнольдса, а Рейнольдс — ідеальну старшу версію Скобелла».
Скобелл знявся разом з Оуеном Вілсоном у «Таємний штаб». Фільм вийшов на Paramount+ у серпні 2022 року.
За кілька місяців до виходу «Проєкту Адама» Скобелл пробувався на роль Персі Джексона в серіалі Disney+ «Персі Джексон і Олімпійці». Автор серіалу Рік Ріордан сказав, що Скобелл «він вразив нас своїми відео-пробами на роль Персі». Кастинг було публічно оголошено через кілька місяців, у квітні 2022 року. Прем'єра серіалу відбулася 20 грудня 2023 року.
У травні 2023 року Скобелл приєднався до акторського складу сімейної драми Роберто Снайдера «Кривавий вузол».

## Фільмографія

### Фільми
| Рік  | Назва          | Роль               | Примітки      |
| ---- | -------------- | ------------------ | ------------- |
| 2022 | Проєкт Адам    | Адам Рід (молодий) |               |
| 2022 | Таємний штаб   | Чарлі Кінкейд      |               |
| TBA  | Кривавий вузол | TBA                | У виробництві |

### Серіал
| Рік       | Назва                     | Роль          | Примітки     |
| --------- | ------------------------- | ------------- | ------------ |
| 2023–нині | Персі Джексон і Олімпійці | Персі Джексон | Головна роль |

## Нагороди та номінації
| Рік  | Нагорода              | Категорія        | Робота      | Результат | Примітки |
| ---- | --------------------- | ---------------- | ----------- | --------- | -------- |
| 2022 | MTV Movie & TV Awards | Найкраща команда | Проєкт Адам | Номінація | [ 24 ]   |